# Table Tennis
Rockstar Games Presents Table Tennis (También llamado simplemente como Table Tennis) es un videojuego de simulación de tenis de mesa para Xbox 360 y Wii por Rockstar Games, con un nuevo sistema de control real y el nuevo motor de Rockstar, el Rockstar Advanced Game Engine (Abreviado RAGE).

## Modo de juego
Rockstar Games Presents Table Tennis es una simulación realista del deporte olímpico del tenis de mesa (o ping pong). Esto gira alrededor de dos jugadores que golpean una pelota de acá para allá el uno al otro, con el objeto de que su contrincante no pueda regresar la pelota al área contraria.

## Personajes
Table Tennis tiene once personajes jugables. Cada uno tiene un diferente estilo de juego.
Jugadores desbloqueados:
- Haley (Estados Unidos)
- Jesper (Suecia)
- Liu Ping (China)
- Luc (Francia)

Jugadores bloqueados (se desbloquean jugando torneos offline):
- Carmen (Brasil)
- Cassidy (Irlanda)
- Juergen (Alemania)
- Jung Soo (Corea del Sur)
- Kumi (Japón)
- Mark (Inglaterra)
- Solayman (Egipto)

## Curiosidades
- Es uno de los pocos videojuegos desarrollados por Rockstar Games en ser calificados para todo el público (Clasificación "E") por la Entertainment Software Rating Board,[1] ya que normalmente Rockstar desarrolla juegos para audiencias maduras o adolescentes.
- Este videojuego nació como parte de una prueba interna entre los desarrolladores de Rockstar San Diego al probar las físicas del motor gráfico RAGE, utilizando el tenis de mesa como base debido a que muchos de los desarrolladores solían jugarlo en sus tiempos libres.
- Fue el primer videojuego de Rockstar en utilizar el motor gráfico RAGE, con el lanzamiento de Grand Theft Auto IV en 2008, el motor se convertiría en el estándar en los posteriores videojuegos de Rockstar Games.
- Es el único videojuego desarrollado por Rockstar para la consola Wii de Nintendo en utilizar el motor gráfico RAGE, ya que Manhunt 2 utiliza el motor RenderWare y Bully: Scholarship Edition utiliza el motor Gamebryo.
- Fue relanzado en Xbox 360 en la línea Platinum Family Hits en 2008.
- El juego tiene retrocompatibilidad con las consolas Xbox One y Xbox Series X|S. También es posible de jugar en la consola Wii U en el modo Wii.